# Reliquiari Monymusk
El reliquiari Monymusk és un reliquiari escocès del segle viii fabricat en fusta i metall caracteritzat per una fusió d'art insular de disseny gaèlic i picte i treball del metall anglosaxó, probablement pels monjos de l'abadia d'Iona.
S'ha dit que era la Brecbennoch de Sant Columba (gaèlic modern Breac Bannoch, ‘en relleu cosa punxeguda’), una insígnia de guerra sagrada de l'exèrcit escocès, que s'utilitzava per a l'assistència del sant, però ara es pensa que no és l'objecte esmentat en els registres històrics. Molt pocs reliquiaris insulars sobreviuen, encara que molts s'esmenten en els registres de l'època. És un exemple primerenc de la chasse o reliquiari en forma de casa, que es va fer popular a tot Europa a la fi de l'edat mitjana, tal vegada influenciat pels estils insulars. El reliquiari Monymusk està buit i les seves dimensions són de 112 mm d'ample, 51 mm de fons i 89 mm d'alt.

## Disseny

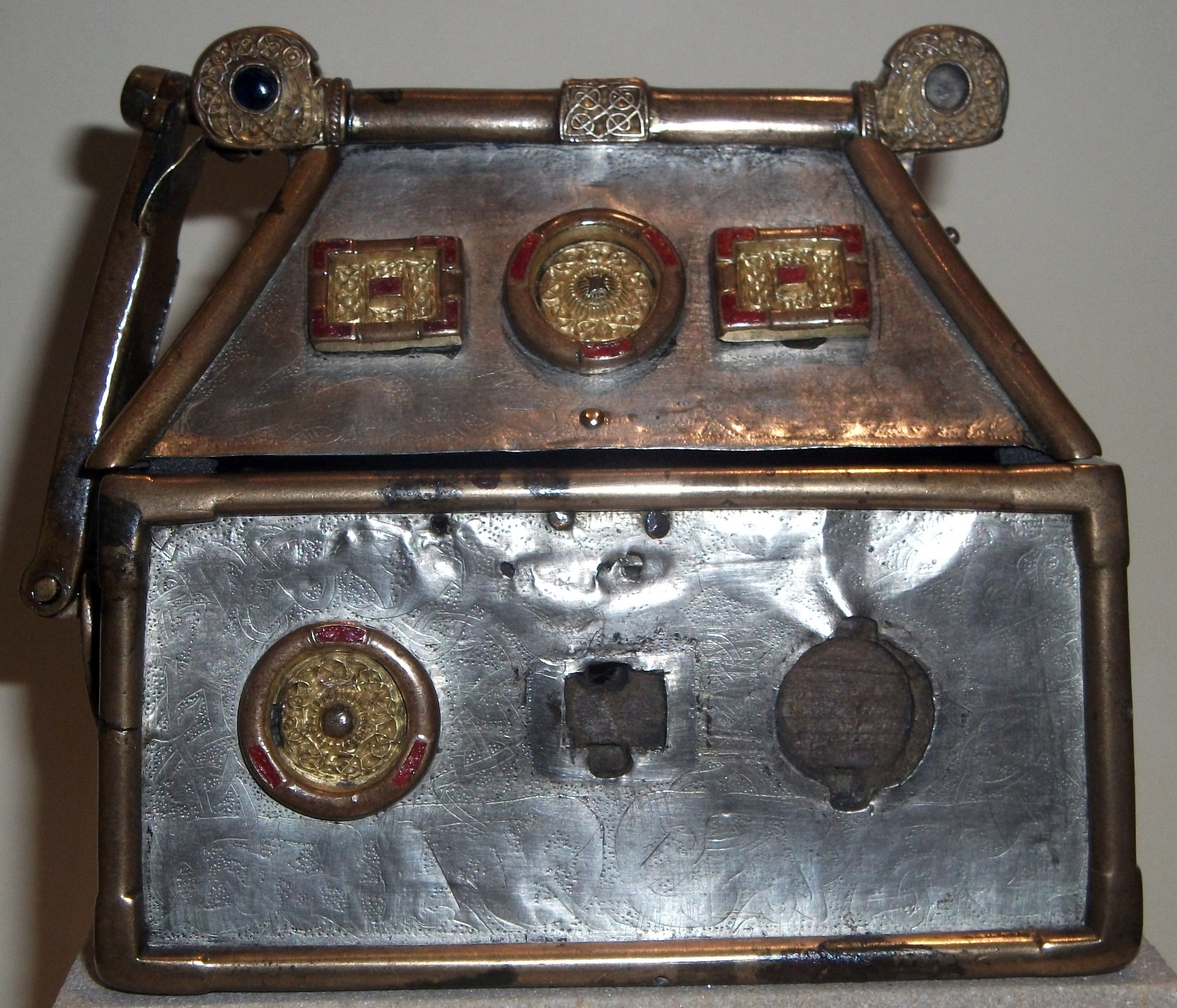
El reliquiari Monymusk, fabricat prop de l'any 750.

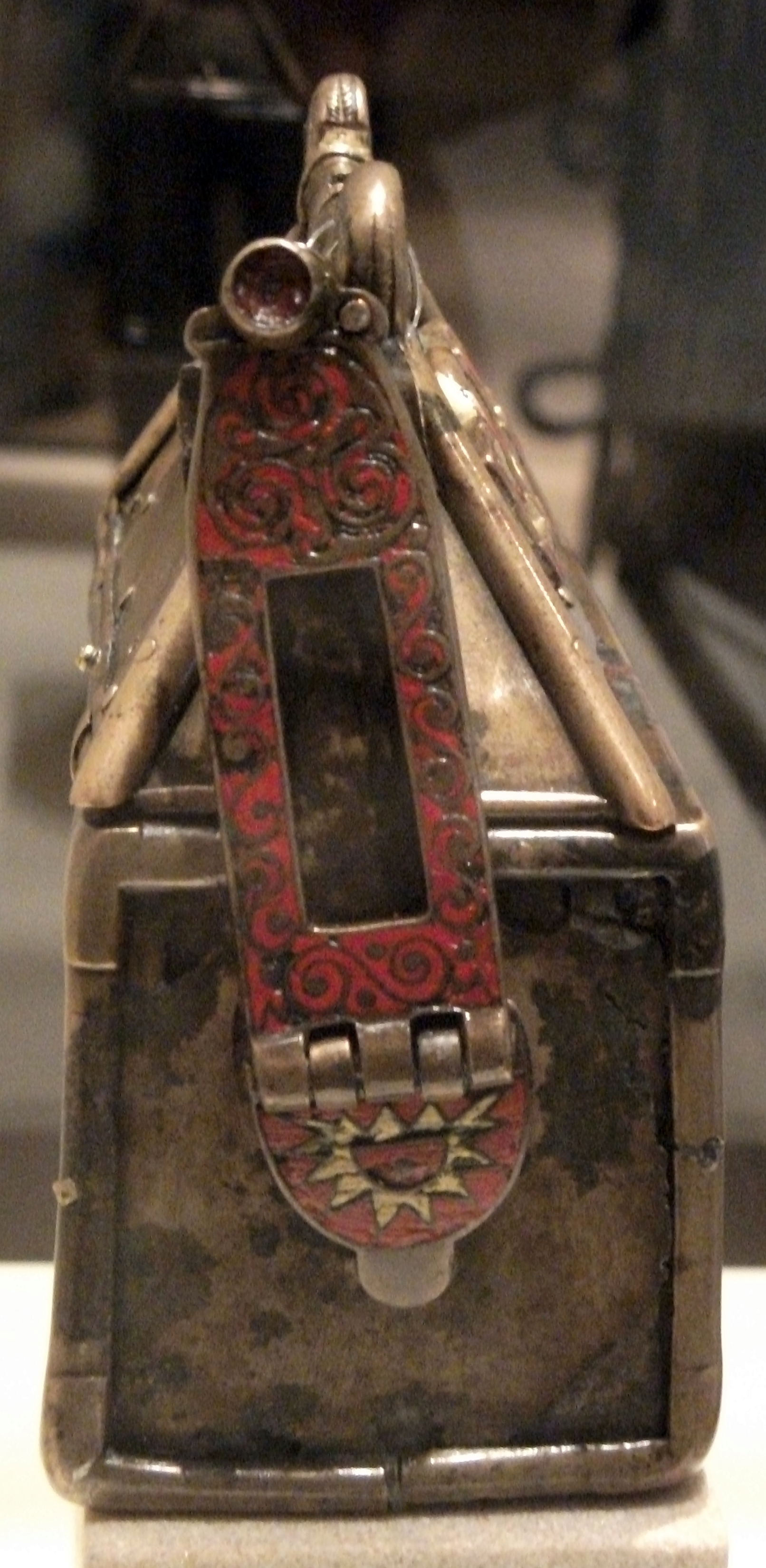
Vista lateral.

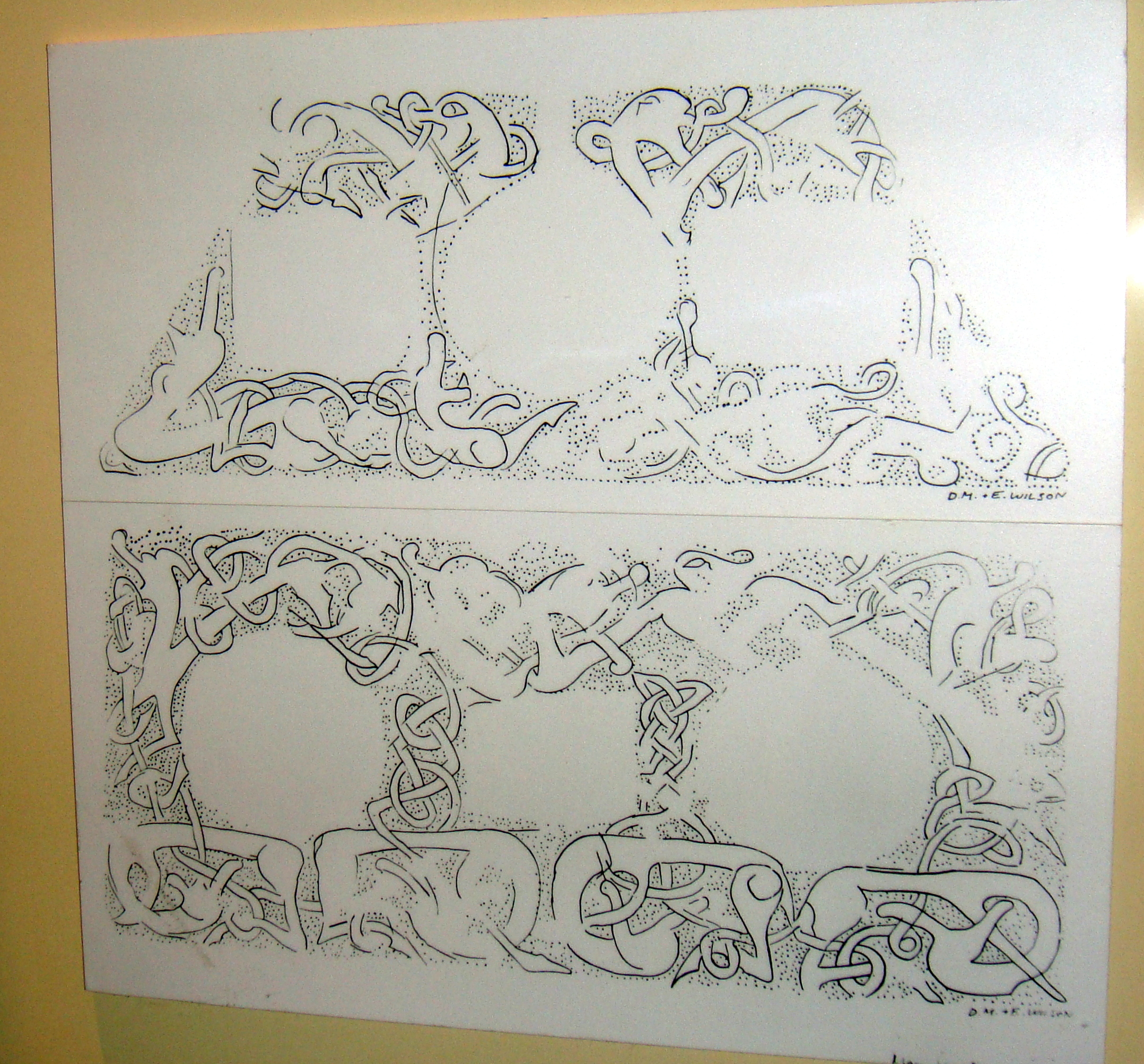
Calc dels dibuixos gravats en el reliquiari.

Es caracteritza per una barreja de dissenys artístics pictes i tradicions artístiques irlandeses (potser va ser portada, en principi, a Escòcia pels missioners irlandesos al segle VI), fusionats amb les tècniques metal·lúrgiques anglosaxones, un moviment artístic ara classificat com a art insular o hiberno-saxó. El cofre és de fusta, però està cobert amb un aliatge de plata i coure. Va ser realitzat al voltant de l'any 750, probablement pels monjos d'Iona. La combinació mostrada, d'estils picte i insular, és similar a la qual apareix en els manuscrits com els Evangelis de Lindisfarne (c. 715). Les làmines de plata en la part davantera i la tapa del cofre s'adornen amb animals saltant i retorçant-se, i mossegant la seva cua en un camp tacat, característica de l'estil dels animals en l'art cèltic. Les marques de punxó puntejades són característiques de l'estil irlandès.

## Significat
Va ser significatiu, ja que es diu que va contenir relíquies de Sant Columba, el sant més popular de l'Escòcia medieval, i es creu que va arribar a ser la Brecbennoch de Sant Columba, una insígnia sagrada de guerra de l'exèrcit escocès. Pot ser que hagués estat lliurat a l'abat d'Arbroath durant el regnat de Guillem I (r. 1165-1214), qui al seu torn, ho va passar a cura d'una altra persona a Forglen. El custodi va ser encarregat de la cura del reliquiari, per la qual cosa podria ser utilitzat per a l'assistència santa dels escocesos a la batalla. Va ser portada per l'exèrcit gaèlic, qui va obtenir la victòria contra l'exèrcit del rei Eduard II d'Anglaterra a la batalla de Bannockburn (1314). Es va quedar a Forglen fins al segle xvi, quan tots dos Forglen i Monymusk van arribar a les mans de la família Forbes. L'any 1712 es va transferir a Sir Francis Grant de Cullen. Es va quedar en la col·lecció de Grant fins a 1933, quan va ser adquirida pel poble. Ara està sota la custòdia, i en exposició, en el Museu d'Escòcia, en el qual és, sens dubte, una de les peces més importants de tota la col·lecció del Museu.